# Hans-Georg Rudolph
Hans-Georg Rudolph (* 24. Mai 1908 in Hamburg; † 30. März 1987 ebenda) war ein deutscher Schauspieler, Theaterregisseur und Filmregisseur.

## Leben
Rudolph nahm bereits als Jugendlicher Schauspielunterricht und gab sein Bühnendebüt 1926 in seiner Heimatstadt Hamburg. Es folgten Engagements unter anderem in Berlin und Görlitz. Von 1941 bis 1944 arbeitete Rudolph als Theaterregisseur in Metz und wurde 1945 stellvertretender Intendant am Theater in Halle. Von 1948 bis 1951 leitete er als Intendant das Theater in Gera und wirkte später als Intendant an Theatern in Kiel und Karlsruhe.
Als Schauspieler wurde Rudolph vor allem in der DDR aktiv. Die DEFA betraute ihn ab 1949 mit verschiedenen Rollen, so war er 1950 in Kurt Maetzigs Der Rat der Götter als Direktor Tilgner zu sehen und spielte 1951 in Georg C. Klarens Die Sonnenbrucks den Ministerialrat Behnke. Georg C. Klaren wirkte schließlich auch als Co-Regisseur an Rudolphs Regie-Debüt Karriere in Paris mit, einer Adaption des Romans Vater Goriot von Honoré de Balzac. Die zweite Regiearbeit Rudolphs, Kein Hüsung nach dem gleichnamigen Stoff von Fritz Reuter, wurde hingegen bereits nach wenigen Drehtagen im Dezember 1952 gestoppt, da der Stoff zu episch inszeniert worden sei. Erst 1953 wurde der Film – ohne die Beteiligung Rudolphs – neu gedreht. Die Szenen der ersten Filmfassung gelten als vernichtet. Später ging Rudolph in die BRD zurück und war 1969 noch einmal in zwei Nebenrollen im Fernsehen zu sehen.

## Ehrungen
- 1973: Großes Verdienstkreuz der Bundesrepublik Deutschland[2]
- 1975: Ehrenmedaille der Stadt Karlsruhe

## Filmografie
- 1950: Der Rat der Götter
- 1950: Der Auftrag Höglers
- 1950: Familie Benthin
- 1951: Die Sonnenbrucks
- 1952: Karriere in Paris (nur Co-Regie)
- 1952: Kein Hüsung (unvollendeter Film, vernichtet)
- 1953: Anna Susanna
- 1969: Der Kampf um den Reigen (TV)
- 1969: Rebellion der Verlorenen. Teil 2 (TV)

## Theater (Regie)
- 1946: Alexander Ostrowski: Tolles Geld (Städtische Bühnen Halle)
- 1946: Friedrich Schiller: Don Carlos (Städtische Bühnen Halle)
- 1947: Hans Adler/Alexander Steinbrecher: Meine Nichte Susanne (Städtische Bühnen Halle)
- 1949: William Shakespeare: Macbeth (Städtische Bühnen Halle)